# Ivan Matetić Ronjgov
Ivan Matetić Ronjgov (Ronjgi, 10. travnja 1880. – Lovran, 27. lipnja 1960.), skladatelj, melograf i glazbeni pedagog.

## Životopis
Rođen u zaseoku Ronjgi (općina Viškovo) po kojem je dobio nadimak Ronjgov. Završio je učiteljsku školu u Kopru, gdje stječe prva glazbena znanja. Od 1899. godine službovao je kao učitelj u mnogim istarskim mjestima.
Za vrijeme Prvog svjetskog rata kratko je vrijeme studirao glazbu u Beču, a godine 1919., kao i mnogi drugi Istrani Hrvati, emigrirao zbog talijanske okupacije. 
Od 1919. do 1921. godine studirao je kompoziciju na Muzičkoj akademiji u Zagrebu, u klasi profesora Franje Dugana st. Nakon studija živi i radi u Sušaku, gdje je od 1921. do 1925. nastavnik pjevanja na gimnaziji. 
Godine 1923. Matetić na Sušaku osniva privatnu muzičku školu koja djeluje do njegova odlaska u Zagreb. U Zagrebu je od 1925. do 1938. godine tajnik Muzičke akademije. Nakon tajničkog djelovanja na Muzičkoj akademiji Zagreb, razdoblje mirovine i ratne godine provodi u Beogradu kod kćeri Ivke Matetić Damjanović, inače harfistice. Druga Matetićeva kći, Vjera Matetić, bila je profesorica solfeggia. 
Poslije 1945. godine skladatelj je ponovno kratko vrijeme u Zagrebu gdje na Muzičkoj akademiji predaje glazbeni folklor. Godine 1947. nastanjuje se u Rijeci, gdje do 1951. djeluje kao profesor glazbene škole. Riječka muzička škola od 1963. godine nosi Matetićevo ime, a njegovim je imenom 1962. godine nazvana i muzička škola u Puli. 
Prigodom 80. rođendana Josip Broz Tito odlikovao ga je Ordenom rada I. reda.
Fiksirao je «istarsku ljestvicu» - tonski niz od šest tonova i polutonova. Na temelju ovog otkrića mogao je zabilježiti narodna pjevanja ovog kraja, te skladati u tom duhu.
Objavio je 1925. radove "O istarskoj ljestvici" i "O bilježenju istarskih popijevki" te godinu dana kasnije raspravu "Još o bilježenju istarskih popijevki". Njegova vokalna djela nastala su kasnije.
U svoja četiri značajna teksta o istarskoj ljestvici, Ronjgov je postavio tezu o dva osnovna tipa istarskih narodnih melodija i predložio dvije moguće harmonizacije istarske ljestvice. Rasprave je objavio u časopisu za glazbena pitanja "Sv. Cecilija". 
Otkrio ju je jer je čuo starije ljude u selu da pjevaju, ali nekom čudnom ljestvicom, i tako je on napravio Istarsku ljestvicu.
Ostavio nam je velik broj zapisa narodne glazbe Istre i Hrvatskog primorja čija je osnovna karakteristika dvoglasno pjevanje na «tanko i debelo» i svirka narodnih instrumenata: sopila (roženica), miha i dvojnica.
Harmonizirao je i obradio stotine napjeva.
Umro je u bolnici u Lovranu 27. lipnja 1960. godine. Sahranjen je na groblju u Opatiji.

## Djela:
- Ćaće moj (1932.) (tužaljka)
- Roženice (1935. god;  na stihove Mate Balote; za mješoviti zbor, alt i bariton solo)
- Ča je more (mantinjada i tanac)
- Malo mantinjade v Rike na palade (1951. god; vedra balada za mješoviti zbor i soliste)
- Istarska narodna himna
- Dobrinjska misa
- Mantinjada domaćemu kraju (1954. god; na stihove novovinodolskog pjesnika Davida Kabalina)
- Naš kanat je lip (1956. god; na stihove Ljube Brgića)
- Na mamin grobak (1959.)

Zborska djela
Ronjgov je napisao brojna zborska djela za dječje, odnosno ženske glasove. Najbrojnije su obrade narodnih pjesama: 
- Paval je Anu na pir zval
- Lipo mi je pod Kostrenun more
- Istarski ples i Tičji pir
- Popuhnul je
- Vrbniče nad morem
- Tamo doli puli mora
- Drenjula se trese
- Sijali smo tikvići

Matetićevi izvorni dječji zborovi su:
- Kos
- Motovunska šuma
- Pod Učkun
- Črčak

Za ženski zbor:
- Balada o majkama, ženama i sestrama (na stihove Nikole Polića)

Četveroglasne obrade za muški zbor:
- Cviće mi polje pokrilo
- Brkica
- Oj divojko jabuko rumena

Mješoviti zborovi su: 
- Svirajmo igrajmo
- Ti ćeš plakat
- Vinčace
- Pjesma slobodi
- Bela nedeja (napisao na vlastiti tekst, živeći u okupiranom Beogradu i čeznući za domaćim krajem)

Solo popijevke:
- Hopak
- Uspavanka
- Moja zemja (stihovi Drago Gervais)
- Galijotova pesan (tekst Vladimir Nazor)

Klavirske minijature:
- Kuščić sreći
- Uspavanka
- Tičji pir
- Istarska suita